# Pegusa impar
Pegusa impar és un peix teleosti de la família dels soleids i de l'ordre dels pleuronectiformes que habita a les costes de la mar Mediterrània i des de Gibraltar fins al Senegal.